# Độc giả (tạp chí)
Độc giả (tiếng Trung: 读者; bính âm: Dúzhě; nghĩa đen 'Người đọc') là bán nguyệt san trích đăng bài viết từ các tờ báo và tạp chí khác. Đây là một trong những tạp chí được lưu hành rộng rãi nhất và là tạp chí hàng đầu tại Cộng hòa Nhân dân Trung Hoa.

## Lịch sử
Độc giả được xuất bản lần đầu tại Lan Châu vào tháng 3 năm 1981. Tạp chí có trụ sở chính tại Lan Châu, và do Nhà xuất bản Nhân dân Cam Túc xuất bản hai tuần một lần. Tạp chí này bao gồm các bài viết gốc, bài viết cô đọng được in lại từ các tạp chí khác, các đoạn trích sách và tuyển tập truyện cười, giai thoại, trích dẫn và các mẩu tin ngắn khác.
Trong nửa đầu thập niên 2000, tạp chí được xuất bản hai tháng một lần. Năm 2003, Độc giả là một trong năm tạp chí hàng đầu ở Trung Quốc với số lượng phát hành là 3.000.000 bản. Cùng năm đó, nó cũng là tạp chí bán chạy thứ tư trên thế giới, sau Reader's Digest, National Geographic và Time.